# Dimerfettsäuren

Vereinfachte Strukturformel einer Dimerfettsäure. Je nach eingesetzten Rohstoffen kann diese variieren. Charakteristisch ist der durch die Diels-Alder Reaktion entstandene Cyclohexen-Ring.

Bei Dimerfettsäuren handelt es sich um die oligomere Form unterschiedlicher ungesättigter monomerer Fettsäuren. Sie findet in unterschiedlichen Bereichen Anwendung, so etwa als Monomer für die Herstellung von Polyamiden, oder als plastifizierende Komponente in Epoxidharzen und Polyesterharzen.

## Herstellung
Dimerfettsäuren werden aus unterschiedlichen Fettsäuren mittels Verkochung hergestellt. Notwendig ist eine Fettsäure mit konjugierten Doppelbindungen (Konjuensäure) sowie weitere ungesättigte Fettsäuren. Beispiele für solche Fettsäuren sind konjugierte Linolsäuren. Die Reaktion erfolgt mittels Diels-Alder-Addition, wodurch sich ein teilweise ungesättigter C6-Ring bildet. Neben dem Dimer können auch Trimere sowie Monomere der Fettsäuren im Gemisch vorliegen. 

## Eigenschaften
Die Qualität und Beschaffenheit ist von den Schwankungen der Eigenschaften der Rohstoffe auf Naturbasis abhängig. Es handelt sich bei Dimerfettsäuren also um Stoffgemische.
Typischerweise handelt es sich um eine gelbe Flüssigkeit mit charakteristischem Geruch, deren Viskosität 6700 mPa·s bei 25 °C beträgt. Dimerfettsäuren sind nicht als Gefahrstoff eingestuft.

## Verwendung
Dimerfettsäuren werden in Polyamiden, Polyestern und Epoxidharzen als plastifizierende Komponente eingesetzt. Umsetzungen finden an den Säuregruppen statt, plastifizierend wirken vor allem die Seitenketten. Neben den Eigenschaften im festen Film bringen Dimerfettsäuren auch im gelösten Zustand einige Änderungen des Verhaltens mit sich. So werden zum Beispiel Polyamide durch höhere Anteile an Dimerfettsäuren lösemittelverträglich gemacht. Des Weiteren können Polyesterharze und Alkydharze mit Polyamiden, auf Basis von Dimerfettsäuren, verkocht werden. Dies führt zu einer Thixotropierung der erhaltenen Bindemittel.